# US Poker Open

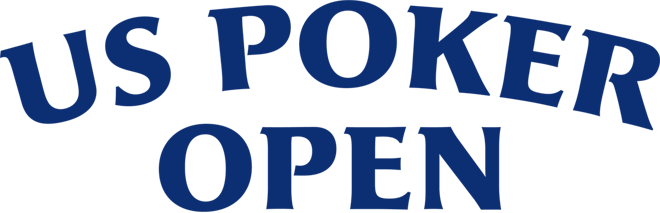
Logo der US Poker Open

Die US Poker Open sind eine Pokerturnierserie, die seit 2018 einmal jährlich im PokerGO Studio im Aria Resort & Casino in Paradise am Las Vegas Strip ausgespielt wird. Die gespielten Turniere haben Buy-ins von mindestens 10.000 US-Dollar und werden von Poker Central veranstaltet.

## Struktur

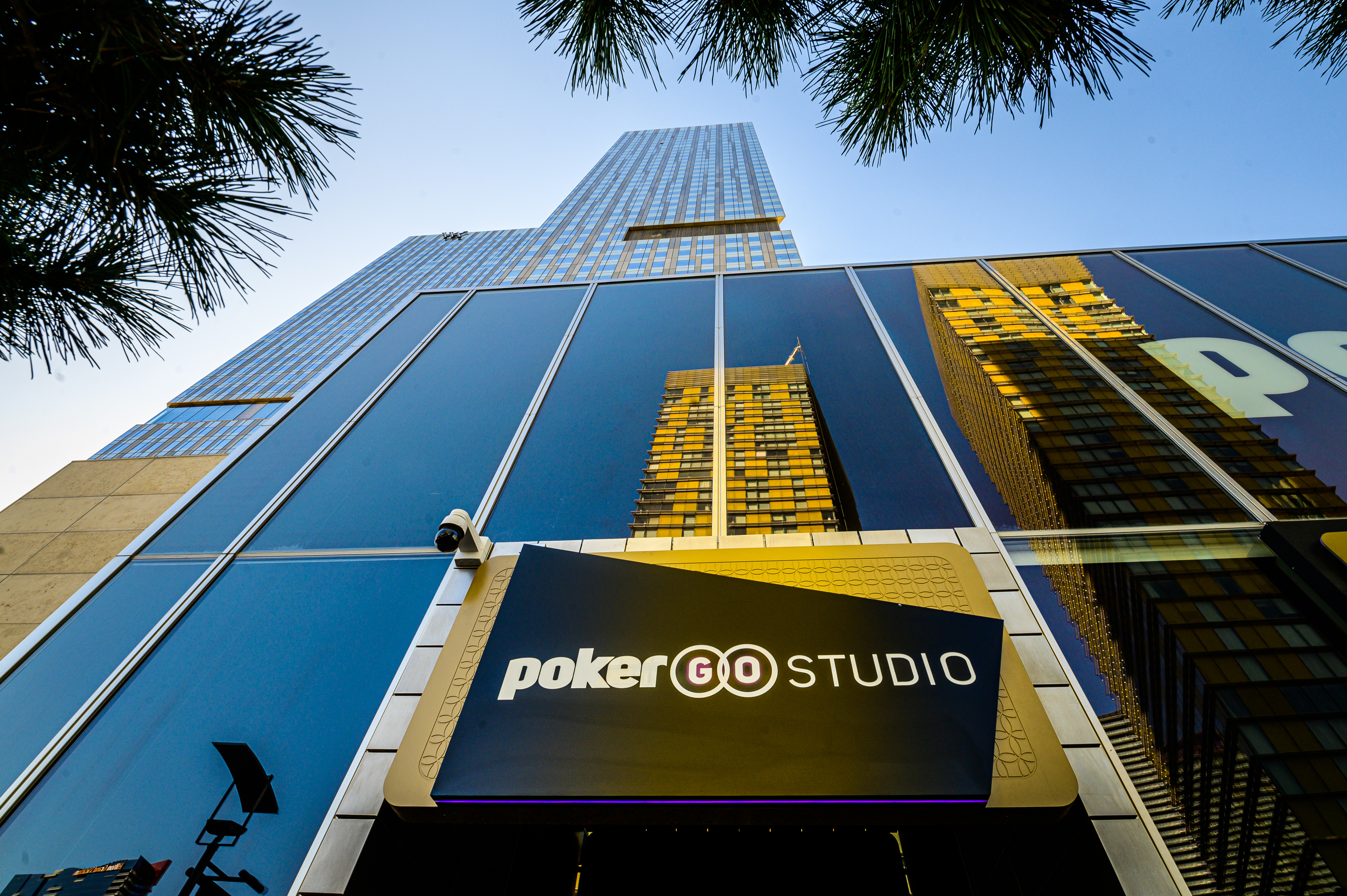
Das PokerGO Studio im Aria Resort & Casino (2019)

Bei den Turnieren werden vorrangig die Varianten No Limit Hold’em und Pot Limit Omaha gespielt. Aufgrund der Buy-ins von mindestens 10.000 US-Dollar sind bei den Turnieren lediglich die weltbesten Pokerspieler sowie reiche Geschäftsmänner anzutreffen. Der erfolgreichste Spieler einer Austragung gewinnt die US Poker Open Championship sowie eine Trophäe, die seit 2021 von einem goldenen Adler geziert wird. Bei der ersten Austragung wurde der erfolgreichste Spieler über die Summe an Preisgeldern ermittelt und der Brite Stephen Chidwick sicherte sich die Auszeichnung. Zur Austragung 2019 wurde ein Punktesystem eingeführt, mithilfe dessen David Peters als Gewinner ermittelt wurde. Die für März 2020 angesetzte dritte Ausspielung der Turnierserie wurde aufgrund der COVID-19-Pandemie zunächst auf unbekannte Zeit verschoben und letztlich nicht ausgespielt. Die dritte Austragung mit 12 Turnieren fand stattdessen im Juni 2021 statt.
Alle Finaltische werden von der kostenpflichtigen Plattform PokerGO übertragen.

## Bisherige Austragungen
| # | Jahr | Beginn        | Turniere | Erfolgreichster Spieler | Erfolgreichster Spieler | Erfolgreichster Spieler | Erfolgreichster Spieler | Erfolgreichster Spieler |
| # | Jahr | Beginn        | Turniere | Spieler                 | Herkunft                | Preisgeld (in $)        | Cashes                  | Siege                   |
| - | ---- | ------------- | -------- | ----------------------- | ----------------------- | ----------------------- | ----------------------- | ----------------------- |
| 1 | 2018 | 1. Feb. 2018  | 08       | Stephen Chidwick        | Vereinigtes Konigreich  | 1.216.650               | 5                       | 2                       |
| 2 | 2019 | 13. Feb. 2019 | 10       | David Peters            | Vereinigte Staaten      | 1.584.800               | 3                       | 1                       |
| 3 | 2021 | 3. Juni 2021  | 12       | David Peters            | Vereinigte Staaten      | 0.832.950               | 4                       | 3                       |
| 4 | 2022 | 16. März 2022 | 12       | Sean Winter             | Vereinigte Staaten      | 1.196.000               | 2                       | 2                       |
| 5 | 2023 | 23. März 2023 | 10       | Martin Zamani           | Vereinigte Staaten      | 0.835.800               | 4                       | 1                       |
| 6 | 2024 | 8. Apr. 2024  | 8        | Aram Zobian             | Vereinigte Staaten      | 0.613.540               | 4                       | 1                       |
| 7 | 2025 | 8. Apr. 2025  | 8        | Shannon Shorr           | Vereinigte Staaten      | 0.749.650               | 2                       | 2                       |